# Adolphe Fontanel

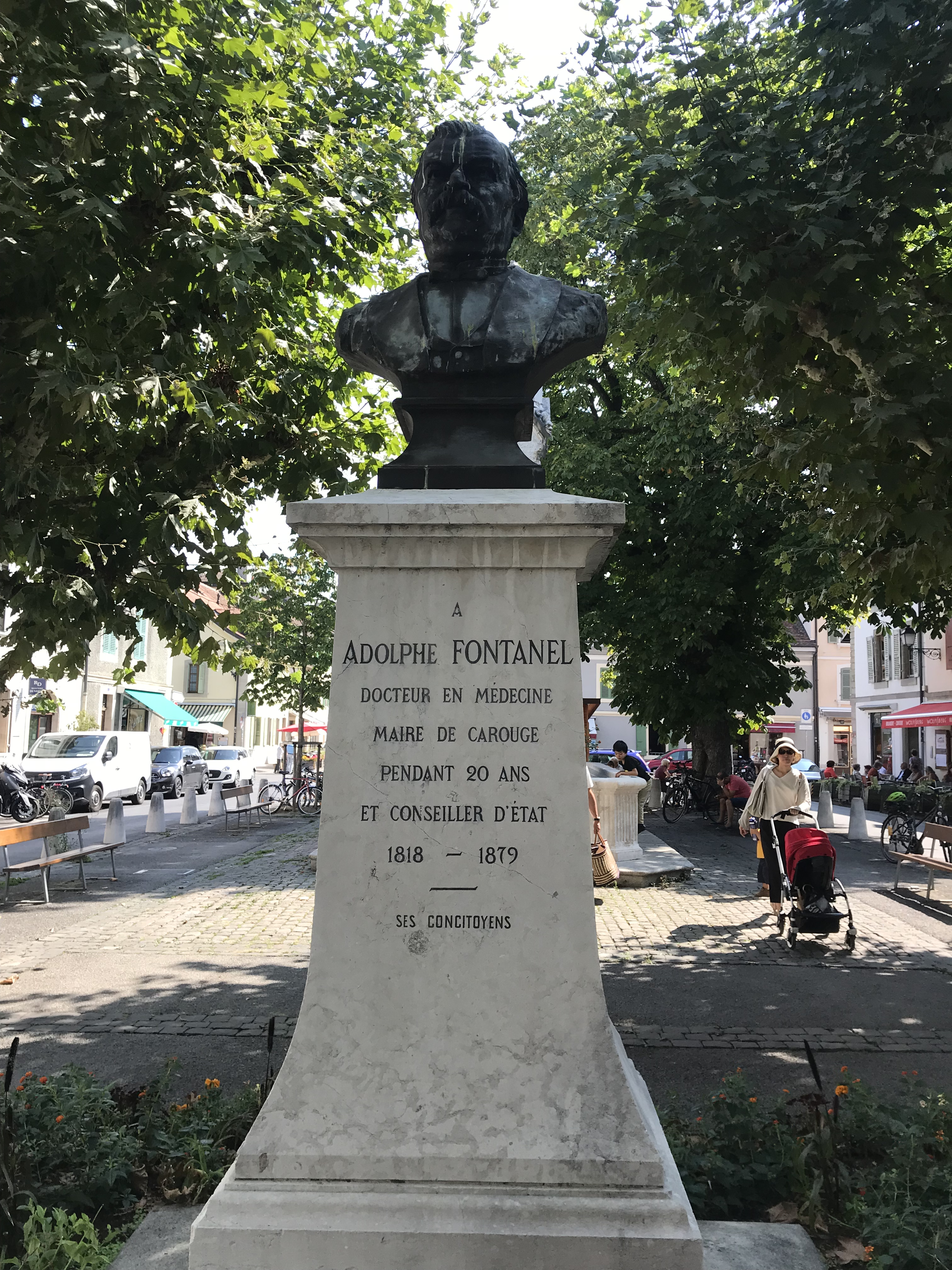
Büste von Adolphe Fontanel

Jean-Adolphe-Charles Fontanel (* 18. oder 10. April 1818 in Carouge; † 7. April 1879 ebenda) war ein Schweizer Mediziner und Politiker.

## Leben

### Familie
Adolphe Fontanel war der Sohn des Notars Pierre-Marie Fontanel und dessen Ehefrau Mélanie (geb. Plagnat); er hatte noch sechs Geschwister.
Er war mit Marie, der Tochter von François Burdet, verheiratet; gemeinsam hatten sie einen Sohn, der später ebenfalls Mediziner wurde.

### Werdegang
Adolphe Fontanel immatrikulierte sich 1833 zu einem Medizinstudium an der Akademie in Genf und setzte das Studium von 1837 bis 1846 in Paris fort, bevor er zum Dr. med. promovierte.
1846 erfolgte seine Zulassung als Arzt in Genf und er liess sich darauf in Carouge nieder.

### Politisches und gesellschaftliches Wirken
Adolphe Fontanel war 1846 sowie von 1850 bis 1876 radikaler Genfer Grossrat, den er von 1870 bis 1872 präsidierte. Nach der Oktoberrevolution (siehe Geschichte des Kantons Genf#1846–1864: Genf unter James Fazy) von 1846 wurde er Mitglied der provisorischen Regierung und war von 1846 bis 1847 Vorsteher des Justizdepartements. Er war Mitglied der Verfassungsrevisionskommission.
Von 1847 bis 1874 war er Gemeindepräsident in Carouge und in dieser Zeit, als Nachfolger von Jean-Henri Duchosal, vom 10. Januar 1853 bis zum 1. Dezember 1853 im Ständerat.
Er war von 1855 bis 1863 im Genfer Staatsrat, dem er in den Jahren 1859, 1861 und 1863 als Präsident vorsass (1857 und 1860 Vizepräsident). Er leitete zunächst das Departement des Inneren und darauf das Baudepartement.
Während der Wahl zum Staatsrat, bei der James Fazy gegen Arthur Chenevière die Wahl verlor, wurde er am 22. August 1864 in die Ereignisse und daraus folgenden Unruhen mit mehreren Toten verwickelt. In der Sitzung des Grossrats nach der Wahl am 24. August wurde er bei seinem Eintreffen vom Volk als Mörder beschimpft und man wollte ihn ins Wasser werfen. Am 31. August 1864 erfolgte seine Verhaftung, worauf er darum bat, gegen Kaution freigelassen zu werden; dem wurde jedoch nach 14 Tagen nicht entsprochen. Während der Gerichtsverhandlung wegen strafbarer Theilnahme an den Genfer-Ereignissen vom 22. August 1864 gegen 14 Beschuldigte, wurde Adolphe Fontanel durch den Rechtsanwalt Jules Eytel verteidigt. Das Gerichtsverfahren, das Ende November 1864 begann, wurde durch den Bundesrichter Gottlieb Jäger geleitet, der anklagende Generalstaatsanwalt war Paul Migy; mit der Anklageerhebung wurde alle Angeklagten gegen Kaution auf freien Fuss gesetzt. Gemeinsam mit den anderen Angeklagten wurde er im Dezember 1864 vom eidgenössischen Schwurgericht freigesprochen.

## Mitgliedschaften
Adolphe Fontanel war Mitglied der Freimaurerloge Temple unique, dessen Gebäude in Genf von Hermann Hug erbaut worden war.
Er war langjähriger Präsident des 1829 gegründeten Schützenvereins Société des carabiniers de Carouge.

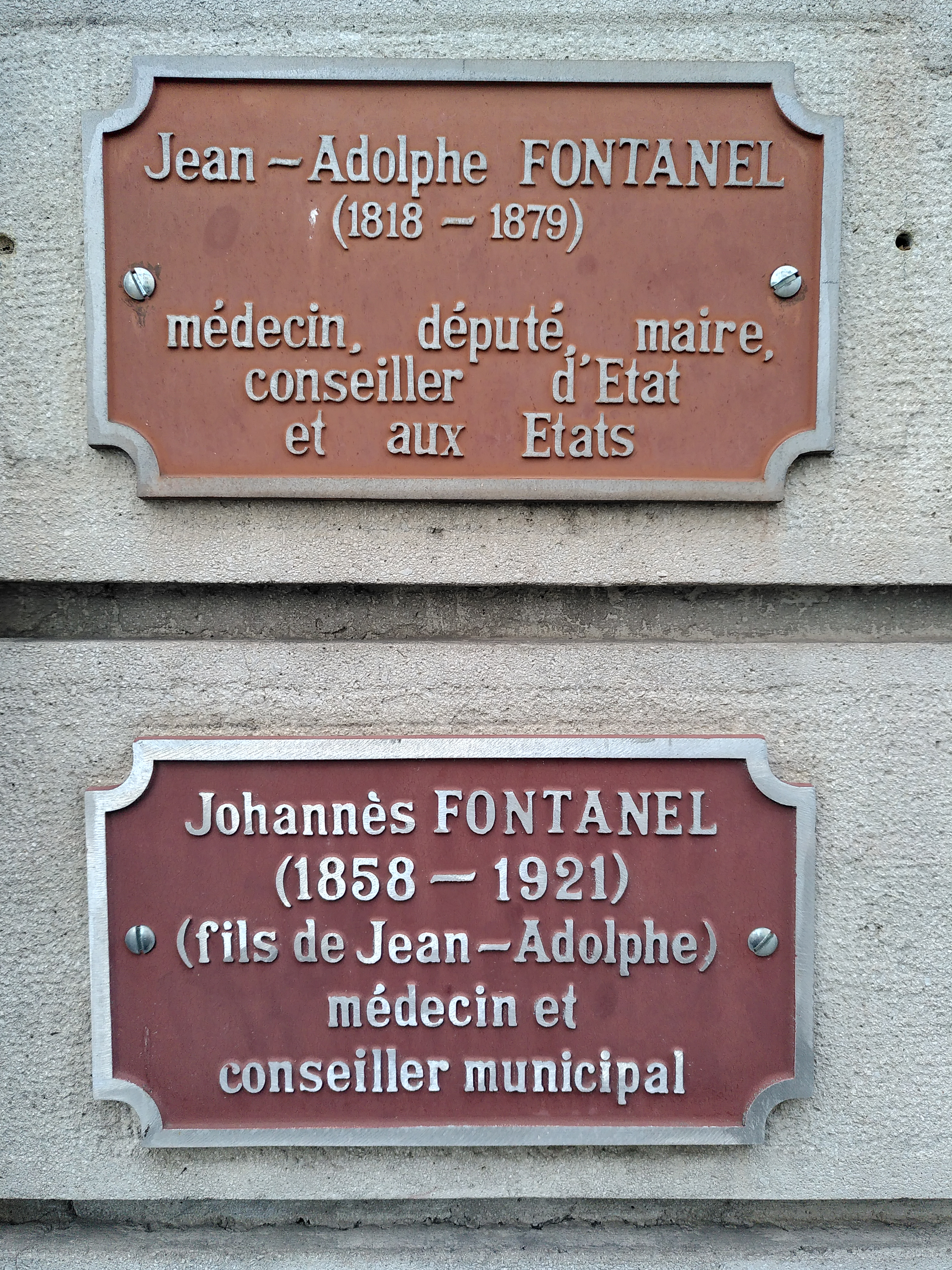
Plaketten an der Rue Fontanel für (Jean-)Adolphe und seinen Sohn Johannes Fontanel, Arzt und Gemeinderat

## Ehrungen und Auszeichnungen
1889 wurde zu Ehren von Adolphe Fontanel die rue Adolphe Fontanel in Carouge nach ihm benannt und 1904 eine Büste in Carouge errichtet.